# Argyle Heir
Argyle Heir — четвёртый студийный альбом американской инди-рок группы The Ladybug Transistor из Бруклина (Нью-Йорк). Он был выпущен 22 мая 2001 года на лейбле Merge Records.

## Отзывы
| Оценки критиков                   | Оценки критиков |
| Источник                          | Оценка          |
| --------------------------------- | --------------- |
| AllMusic                          | [ 1 ]           |
| The Encyclopedia of Popular Music | [ 6 ]           |
| Pitchfork Media                   | 6.8/10          |

Argyle Heir получил положительные отзывы от музыкальных критиков. Критик AllMusic Том Семиоли оценил альбом на 3,5 из 5 и отметил что «Argyle Heir — это мечтательная коллекция оркестровых поп-песен в стиле фолк-рока 1960-х годов. Лилейный баритон Гэри Олсона удобно ложится на красочные струнные аранжировки Джо Макгинти, которые напоминают классические поп-аранжировки Брайана Уилсона и Джорджа Мартина; их витиеватые мотивы дополняют мелодическую структуру каждого трека, не препятствуя минималистичной ритм-секции. Хотя Олсон поет на протяжении всего альбома, исполнение Дженнифер Бэрон песни "Catherine Elizabeth", потусторонней викторианской народной сказки, напоминает молодую Марианну Фэйтфулл. Наполненная сюрреалистическими текстами, четкими звуками плектра, поглаживающего бас и гитарные линии, соло трубы, искусно размещенными капельками реверберации, классическими фортепианными партиями, инструментальными виньетками и плавными сменами темпа, эта коллекция демонстрирует многотекстовую кинематографическую оболочку, которая совершенно уникальна, даже если ее истоки лежат где-то в глубине воображения Берта Бакарака».
Газета Austin American-Statesman написала, что «эти бруклинские ботаники лучше всего проявляют себя, когда не усложняют композицию, как, например, в „Echoes“, твенговом номере, который звучит как выдержка из альбома Byrds Sweetheart of the Rodeo, или в „Going Up North“, вальсовом инструментале с тёплыми мелодиями меллотрона и, э-э, колокольчиками для саней (которые неоднократно появляются на протяжении всей пластинки)».

## Список композиций
1. «Fires On The Ocean»
2. «Echoes»
3. «Perfect For Shattering»
4. «Going Up North (Icicles)»
5. «Wooden Bars»
6. «Catherine Elizabeth»
7. «Nico Norte»
8. «Words Hang In The Air»
9. «Fjords Of Winter»
10. «In A Certain Place»
11. «Brighton Bound»
12. «The Reclusive Hero»
13. «The Glass Pane»
14. «Caton Gardens»